# Stora Ådgrundet
Stora Ådgrundet, finska: Iso Haahkaluoto, är en ö i Finland. Den ligger i Finska viken och i kommunerna Kyrkslätt, Sjundeå och Ingå i landskapet Nyland, i den södra delen av landet. Ön ligger omkring 39 kilometer väster om Helsingfors.
Öns area är 1,8 hektar och dess största längd är 230 meter i nord-sydlig riktning. På Stora Ådgrundet finns ett gränsmärke som markerar gränsen mellan Kyrkslätt, Ingå och Sjundeå kommuner. Gränsmärket är den sydligast punkten i Sjundeå kommun.